# Hodonín
Hodonín (niem. Göding) – miasto w południowych Czechach, w kraju południowomorawskim nad rzeką Morawą. Według danych z 31 grudnia 2003 powierzchnia miasta wynosiła 6349 ha, a liczba jego mieszkańców 26 345 osób.

## Gospodarka
W mieście rozwinął się przemysł mięsny, cukrowniczy oraz maszynowy.

## Demografia
| Rok             | 1970   | 1980   | 1991   | 2001   | 2003   |
| --------------- | ------ | ------ | ------ | ------ | ------ |
| Liczba ludności | 20 863 | 25 485 | 28 230 | 27 361 | 26 345 |

Źródło: Czeski Urząd Statystyczny

## Miasta partnerskie
- Jasło, Polska
- Cattolica, Włochy
- Holíč, Słowacja
- Zistersdorf, Austria
- Stolberg (Harz), Niemcy